# Ханс Офт
Ханс Оофт (хол. Marius Johan ("Hans") Ooft; Ротердам, 27. јун 1947) бивши је холандски фудбалер и тренер.

## Каријера
Током каријере играо је за Фајенорд Ротердам.
Био је тренер јапанске фудбалске репрезентације од 1992. до 1993.